# Diecéze essenská
Diecéze essenská (lat. Diocesis Essendiensis, něm. Diözese Essen, také často pouze Bistum Essen, neboli Biskupství essenské) je německá římskokatolická diecéze. Území diecéze se nachází v Porúří, kde na relativně malé ploše žije velký počet obyvatel, z nichž je zhruba 750 000 osob katolického vyznání.

## Historie
Úvahy o novém biskupství, které by se více přiblížilo lidem ve stále rychleji rostoucích městech v Porúří, a církevní správa tak mohla lépe pomáhat i v zejména dělnické oblasti, probíhaly již v roce 1921. Nové samostatné biskupství mohlo pomoci rychleji a efektivněji dosazovat vhodné faráře a provozovat lépe sociální aktivity. Církevní správa totiž probíhala z kolínského arcibiskupství, které v mnoha městech arcidiecéze zaznamenávalo prudce rostoucí populaci, pro kterou již bylo dosavadní uspořádání z roku 1821 nedostačující.
Dne 19. prosince 1956 podepsal papež Pius XII. smlouvu mezi Vatikánem a Německem o založení biskupství v Essenu.
Diecéze byla založena až 23. února 1957, o mnoho let později po znovuobnovení sousedního biskupství v Cáchách a nové diecéze v Berlíně (obě v r. 1929), i když bylo její zřízení žádáno se stejnou prioritou.
Diecéze essenská je sufragánem arcidiecéze kolínské. Je součástí kolínské církevní provincie. Diecézním biskupem je od roku 2009 Mons. Franz-Josef Overbeck, pomocnými biskupy jsou Mons. Ludger Schepers a Mons. Wilhelm Zimmermann.